# Ołeksandr Skiczko
Ołeksandr Ołeksandrowicz Skiczko (ukr. Олександр Олександрович Скічко; ur. 28 kwietnia 1991 w Czerkasach) – ukraiński komik, aktor i prezenter telewizyjny.

## Życiorys

### Edukacja
Jest absolwentem Kijowskiego Narodowego Uniwersytetu Ekonomicznego im. Wadyma Hetmana.

### Kariera

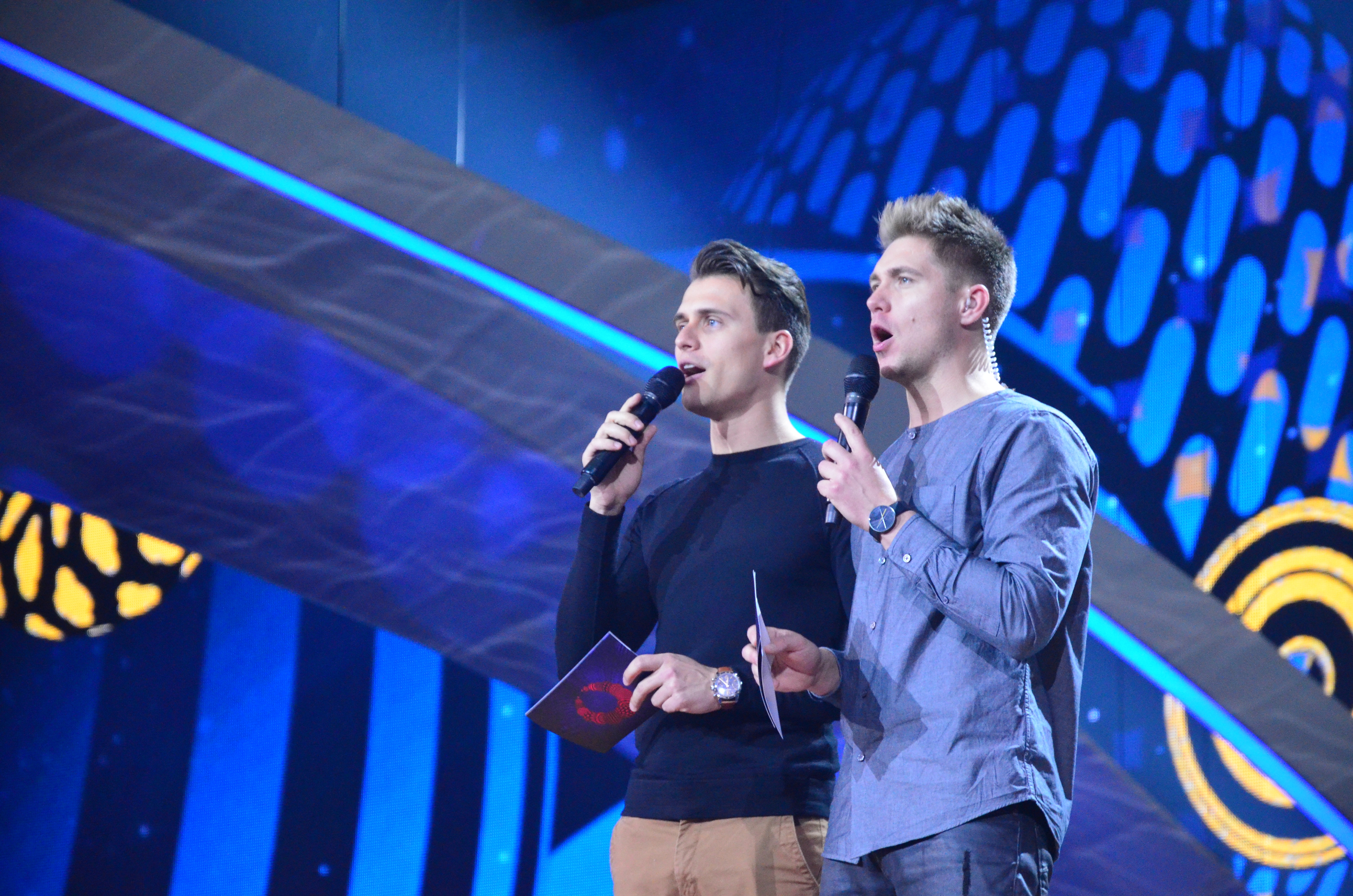
Ołeksandr Skiczko wraz z Wołodymyrem Ostapczukiem podczas prób do 62. Konkursu Piosenki Eurowizji

Ołeksandr Skiczko zaczął karierę w mediach w wieku 15 lat. Wiosną 2010 roku wziął udział w przesłuchaniach do drugiej edycji programu Ukrajina maje talant, będącego ukraińską wersją formatu Got Talent, na których zaprezentował swoje umiejętności parodii. W latach 2012–2013 występował jako aktor-parodysta w programie Wełyka riznycia po-ukrajinsky, był też prowadzącym program Podiem (Nowyj kanał). W 2013 roku prowadził program Maczо nie płacit (Nowyj kanał).
Od stycznia 2015 roku związany jest z telewizją Ukraina, gdzie prowadził programy: Zirkowyj szlach i Spiwaj jak zirka.
W maju 2017 roku, razem z Wołodymyrem Ostapczukiem i Timurem Mirosznyczenką, współprowadził 62. Konkurs Piosenki Eurowizji organizowany w Kijowie. Od 27 sierpnia do 3 września brał udział w piątej edycji programu Tanci z zirkamy, będącego ukraińską wersją formatu Dancing with the Stars. Jego partnerką była Anna Pałamarczuk, z którą zajął ostatnie, dziesiąte miejsce.